# Puyvelde
Puyvelde (en néerlandais : Puivelde) est un hameau de la section belge de Belcele, dans la ville de Saint-Nicolas. 

## Paroisse
Puyvelde est - depuis 1897 - une paroisse indépendante avec sa propre église Saint-Job. Déjà en 1414, il y avait une chapelle à cet endroit. Celle-ci a été reconstruite en 1636. À partir de 1801, elle devint une église auxiliaire de Belcele. L'église néogothique actuelle (datant de 1906) a été construite selon les plans de l'architecte Henri Geirnaert. Il y a un certain nombre d'œuvres d'art dans l'église, dont le retable du maître-autel, une œuvre du sculpteur Leonard Blanchart(1905-1909) et le Chemin de Croix du sculpteur gantois Alois De Beule. L'orgue classé de 1859 a été fabriqué par le facteur d'orgues de Bruges François Hooghuys. La paroisse compte quatre chapelles: la chapelle de Lourdes, la chapelle Notre-Dame des Sept Douleurs, la chapelle Notre-Dame de Fatima et la chapelle Notre-Dame-de-la-Consolation (aussi appelée chapelle de la forêt). 
En 2006, le centenaire de l'église a été célébré par les habitants. Ceux-ci ont fait un don de 7 500 € pour la réalisation d'un vitrail en guise de commémoration.

## Fêtes
Le 17 janvier, des enchères vendant de la nourriture, sont organisées à l'église. Les bénéfices vont au personne dans le besoin. Cet événement a lieu pour célébrer la Saint-Antoine. 
En dehors du village, il y a un pèlerinage de chapelle de la forêt. Le 8 septembre, ce pèlerinage annuel a lieu pour célébrer la Nativité de Marie. 

## Football
Le village possède son propre club de football, à savoir le FC Puivelde. Il est situé dans la Kruisstraat.  

## Poésie
Depuis 2000, Puyvelde a son propre sentier de poésies qui comprend huit poèmes, tous écrits à l'endroit où se trouve chaque poème. Dichters thuis in Puivelde est un événement biennal (commencé en 2011) au cours duquel six poètes lisent une après-midi entière dans les salons du village. 

## Habitants célèbres
- Piet Brak (ps. Piet Bracke), poète et peintre († 2016)
- Jos De Meyer, homme politique
- Moniek Vermeulen, jeune écrivain
- Frank Pollet, poète et auteur (jeune)
- Yannick Van de Velde, pianiste (à ne pas confondre avec l'acteur néerlandais du même nom)
- Albert Van Vlierberghe, cycliste († 1991)
- François Van Vlierberghe, cycliste